# Budkavle

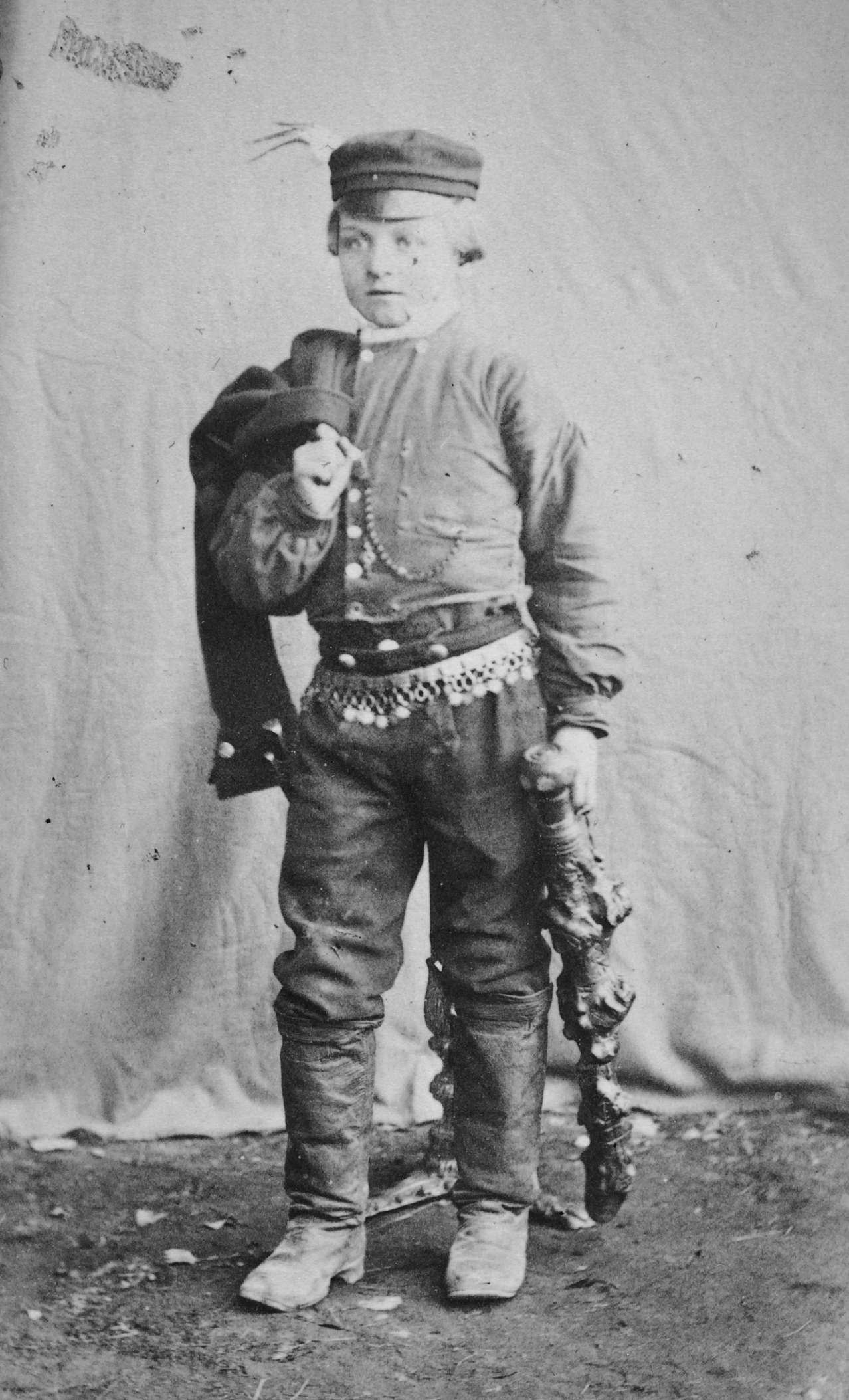
Finländsk pojke med budkavle år 1876.

En budkavle eller budkavel är orden för ett litet föremål, ofta av trä, som innehöll ett skriftligt meddelande och bars från person till person, ofta i språngmarsch eller under ritt från gård till gård, vilket kunde ske både natt och dag. Meddelandet kunde till exempel vara en kallelse till en bystämma eller ett upprop för att få manskap samlat till något särskilt ändamål. Avsikten kunde också vara att mobilisera folk inför ett krig. 
Böter var stadgade för den som nedlade eller slarvade bort en budkavle. I Västergötland förekom under 1500-talet att om fienden brutit in i landet, utskickades budkavlar som var svedda i ena änden och hade ett snöre fäst i den andra, vilket innebar att den som underlät att befordra en sådan vidare skulle hängas och hans gård och hus brännas.
I Norge sändes vanligtvis en pil (her-or); att "skära upp härpil" var budskapets talesätt. När allmogen kallades till ting hade budkaveln formen av ett svärd eller en yxa. Om en förbrytelse mot gudsdyrkan skulle beivras var den formad som ett kors. Vid skogsbrand har folk budats med kavel även långt fram i senare tider. 
Budkavlarna har använts av många folk i världen.

## Orientering
Inom sportgrenen orientering kallades stafett för budkavle fram till 2005. Skidorientering kallades tidigare för "budkavlelöpning".

### Uppslagsverk
- Budkafle i Nordisk familjebok (andra upplagan, 1905)

### Fotnoter
1. ↑  Fornnordiskt lexikon, sid. 35, sammanställt av Åke Ohlmarks 1983, Tiden, ISBN 91-550-4044-6
2. ↑  Svensk uppslagsbok, andra upplagan 1947 Arkiverad 19 augusti 2015 hämtat från the Wayback Machine.
3. ↑  Ingemar Jansson (15 februari 2005). ”Budkavle ett minne blott”. SVT Sport. http://www.svt.se/sport/budkavle-ett-minne-blott. Läst 28 september 2011.